# Andreas Bartl
Andreas Bartl (* 21. Dezember 1962 in Heidelberg) ist ein deutscher Medienmanager. Er war Geschäftsführer des Fernsehsenders Kabel eins und später von ProSieben und Sat.1. Zusätzlich war er von 2008 bis 2011 Vorstand TV Deutschland der ProSiebenSat.1 Media AG. Von 2014 bis 2025 war er Geschäftsführer von RTL II.

## Leben
Bartl wuchs im badischen Mosbach auf und studierte nach seinem Abitur an der Ludwig-Maximilians-Universität München Amerikanistik, Kommunikationswissenschaft und Politologie. 1988 bis 1990 folgte ein Volontariat bei der Zeitschrift Video Magazin, bei der er anschließend Filmredakteur wurde. 1990/1991 leistete er freie Mitarbeit in der Text- und Spielfilmredaktion von ProSieben, wo er von 1991 als Spielfilmredakteur übernommen wurde. Ab 1993 verantwortete Bartl die Filmplanung, von 1995 an die gesamte Filmredaktion des Senders. 1996 stieg er zum Bereichsleiter Programmplanung auf und 1997 zum stellvertretenden Programmdirektor des Privatsenders. Er übernahm somit die komplette Programmplanung, ab 1999 war er Programmchef. Ab Oktober 2000 war er Geschäftsführer des Privatsenders Kabel eins. Seit September 2006 war er Geschäftsführer von ProSieben, seit Januar 2010 auch Geschäftsführer von Sat.1. Den Geschäftsführerposten bei Sat.1 gab er am 4. Oktober 2011 an Joachim Kosack ab.
Am 1. März 2012 verließ Andreas Bartl den Vorstand der ProSiebenSat.1 Media AG und die Geschäftsführung der ProSiebenSat.1 TV Deutschland GmbH, um sich als Medienunternehmer selbständig zu machen.
Ab dem 1. Juni 2014 war Bartl Geschäftsführer von RTL II, zum 30. Juni 2025 verließ er den Sender.